# 八島祥司
八島 祥司（やしま しょうじ、1970年9月14日 - ）は、千葉県出身の元プロ野球選手（投手）。右投右打。

## 来歴・人物
市立柏高では3年夏に県大会準優勝を果たす。1988年オフにドラフト外でロッテオリオンズに入団。
プロ入団時には、すでにフォークをマスター済みで「秋山、清原からフォークで連続三振を奪うのが夢」と抱負を語っていた。
2年目の1990年8月3日に初めて一軍登録され、その日の6回裏一死2,3塁のピンチでベンチに座っていたところ、金田監督から「お前行けるか」と登板を命じられてプロ入り初登板を果たす。急遽ベンチ裏からグラブを取り出してキャッチボールをしただけでの登板だったが、ピンチを抑えて1回2/3を投げた後に、チームが逆転してプロ入り初勝利を挙げる。さらに同月19日にはプロ初先発を果たすが、先頭から2者連続安打を打たれた時点で交代させられ、プロ唯一の敗戦を喫した。1993年限りで現役を引退。オーバースローの本格派で、カーブ、シュート、フォークといった変化球のキレも良く制球力もあるが、決め球不足だった。
引退後もロッテに残り、2009年まで打撃投手を務めた後、2010年からスコアラーを務めている。同郷でチームメイトだった小宮山悟の引退試合では小宮山に花束を渡した。

## 詳細情報

### 年度別投手成績
| 年 度    | 球 団    | 登 板 | 先 発 | 完 投 | 完 封 | 無 四 球 | 勝 利 | 敗 戦 | セ 丨 ブ | ホ 丨 ル ド | 勝 率 | 打 者 | 投 球 回 | 被 安 打 | 被 本 塁 打 | 与 四 球 | 敬 遠 | 与 死 球 | 奪 三 振 | 暴 投 | ボ 丨 ク | 失 点 | 自 責 点 | 防 御 率 | W H I P |
| -------- | -------- | ----- | ----- | ----- | ----- | -------- | ----- | ----- | -------- | ----------- | ----- | ----- | -------- | -------- | ----------- | -------- | ----- | -------- | -------- | ----- | -------- | ----- | -------- | -------- | ------- |
| 1990     | ロッテ   | 8     | 1     | 0     | 0     | 0        | 1     | 1     | 0        | --          | .500  | 41    | 9.0      | 13       | 3           | 2        | 0     | 2        | 4        | 0     | 0        | 10    | 10       | 10.00    | 1.67    |
| 1991     | ロッテ   | 4     | 0     | 0     | 0     | 0        | 0     | 0     | 0        | --          | ----  | 37    | 7.2      | 9        | 0           | 6        | 0     | 0        | 4        | 1     | 0        | 1     | 1        | 1.17     | 1.96    |
| 通算:2年 | 通算:2年 | 12    | 1     | 0     | 0     | 0        | 1     | 1     | 0        | --          | .500  | 78    | 16.2     | 22       | 3           | 8        | 0     | 2        | 8        | 1     | 0        | 11    | 11       | 5.94     | 1.80    |

### 記録
- 初登板・初勝利：1990年8月3日、対オリックス・ブレーブス15回戦（グリーンスタジアム神戸）、6回1死から3番手で救援登板、1回2/3無失点
- 初先発登板：1990年8月19日、対オリックス・ブレーブス19回戦（札幌円山球場）、0/3回1失点

### 背番号
- 65 （1989年 - 1993年）
- 103 （1994年 - 2009年）